# Colégio Militar de Belo Horizonte
O Colégio Militar de Belo Horizonte (CMBH) é uma escola militar pública em Belo Horizonte, Minas Gerais, Brasil, fundada em 1955. Oferece ensino fundamental II e médio, destacando-se por sua ênfase em disciplina e civismo.

## História
O CMBH foi criado pelo Decreto nº 37.879, de 15 de julho de 1955, assinado pelo presidente Café Filho, por iniciativa do Ministério da Guerra e do governo de Minas Gerais. Iniciou atividades em 21 de abril de 1956, com 300 alunos, na Avenida Augusto de Lima, mudando-se para Pampulha em 1960.

## Discurso de Excelência
Entre 1950 e 1970, o CMBH desenvolveu um discurso de excelência pedagógica, valorizando disciplina, hierarquia e civismo para diferenciar-se das escolas civis de elite. Regulamentos, manuais e eventos cívicos reforçavam esses ideais, visando atrair a classe média. O colégio associava-se à tradição do Exército Brasileiro, utilizando fotos, símbolos e espaços comemorativos para projetar prestígio.

## Projeto Pedagógico
O CMBH incorpora inovações educacionais, como o aplicativo Parasite Combat, desenvolvido em 2022 para ensino de parasitologia. Testes com alunos demonstraram melhoria significativa no desempenho (p<0,0001) do grupo que usou o aplicativo em relação ao grupo controle.